# Zerstörer 6
Die USS Charles Ausburne (DD-570) war ein Zerstörer der United States Navy. Das Schiff gehörte zur Fletcher-Klasse und wurde während des Zweiten Weltkriegs im Pazifik eingesetzt. Nach Kriegsende gehörte der Zerstörer zur Reserveflotte und wurde 1960 leihweise als Zerstörer 6 (D 180) an die Bundesrepublik Deutschland gegeben. Zerstörer 6 wurde 1967 außer Dienst gestellt und anschließend zum Abbruch verkauft.

## Namensgeber
Charles L. Ausburne (1889–1917) war Angehöriger der US Navy im Ersten Weltkrieg. Nach dem Untergang der USAT Antilles wurde ihm posthum das Navy Cross verliehen.

## Technik

### Rumpf und Antrieb
Der Rumpf der USS Charles Ausburne war 114,7 m lang und 12,2 m breit. Der Tiefgang betrug 5,4 m, die Verdrängung 2.100 Tonnen. Der Antrieb des Schiffs erfolgte durch zwei Dampfturbinen von General Electric, der Dampf wurde in vier Kesseln von Babcock & Wilcox erzeugt. Die Leistung betrug 60.000 Wellen-PS, die Höchstgeschwindigkeit lag bei 35 Knoten.

### Bewaffnung und Elektronik
Hauptbewaffnung der USS Charles Ausburne waren bei Indienststellung ihre fünf 5-Zoll/127-mm-Mk-30-Einzeltürme. Dazu kamen diverse Flugabwehrkanonen, die im Laufe des Krieges immer weiter verstärkt wurde.
Die USS Charles Ausburne war mit Radar ausgerüstet. Am Mast über der Brücke waren ein SG- und ein SC-Radar montiert, mit denen Flugzeuge auf Entfernungen zwischen 15 und 30 Seemeilen und Schiffe in Entfernungen zwischen 10 und 22 Seemeilen geortet werden konnten.

## Geschichte
USS Charles Ausburne wurde am 14. Mai 1941 bei Consolidated Steel Corporation in Orange (Texas) auf Kiel gelegt. Sie lief am 16. März 1942 vom Stapel. Taufpatin war W. H. Cotten. Am 24. November 1942 wurde der Zerstörer unter dem Kommando von Lieutenant Commander L. K. Reynolds in Dienst gestellt.

### 1943
Vom 1. April bis zum 8. Mai 1943 eskortierte die USS Charles Ausburne einen Geleitzug von New York nach Casablanca und anschließend einen weiteren Konvoi zurück nach New York. Am 11. Mai wurde sie der Destroyer Squadron (DesRon) 23 (Little Beavers) zugeteilt und das Flaggschiff der Destroyer Division (DesDiv) 45.
Die USS Charles Ausburne wurde anschließend in den Pazifik verlegt und erreichte am 28. Juni 1943 Nouméa. Sie wurde während der Schlacht um Guadalcanal im Patrouillen- und im Geleitdienst eingesetzt und eskortierte Konvois nach Guadalcanal sowie zwischen Efate und Espiritu Santo. Ab 27. August 1943 operierte sie von Port Purvis aus gegen den Tokyo Express, den nächtlichen Einsätzen japanischer Zerstörer zum Transport von Truppen auf den Salomonen.
Am 31. Oktober beschoss sie im Rahmen der Landung auf Bougainville japanische Flugplätze auf Buka und Küstenbatterien auf den Shortland-Inseln. Während der Landung in der Kaiserin-Augusta-Bucht am Morgen des 1. November 1943 wurden vier japanische Kreuzer und sechs Zerstörer südlich von Rabaul gemeldet. Die Zerstörer des DesRon 23 gingen auf nördlichen Kurs, um den japanischen Verband abzufangen. Am 2. November um 2:27 Uhr wurden die japanischen Schiffe geortet. Die Schiffe der DesDiv 45, Stanly, Charles Ausburne, Claxton sowie Dyson, führten einen Torpedoangriff durch, dem die japanischen Einheiten ausweichen konnten. Die nächsten Ziele waren der Leichte Kreuzer Sendai sowie der Zerstörer Hatsukaze. Zusammen mit ihrem Schwesterschiff Spence versenkte die Charles Ausburne den Zerstörer. Als Eskorte für die von einem Torpedo getroffene Foote verließ sie die Seeschlacht bei der Kaiserin-Augusta-Bucht in Richtung Purvis Bay.
Anschließend patrouillierte sie im Seegebiet vor Bougainville, beschoss Ziele auf der Insel und eskortierte Truppentransporter mit Verstärkungen zur Insel. Am 24. November erhielten die USS Charles Ausburn, USS Claxton, USS Dyson, USS Converse und USS Spence den Befehl, einen japanischen Verband, bestehend aus den Transportzerstörern Amagiri, Yūgiri und Uzuki sowie den Zerstörern Ōnami und Makinami, abzufangen. Am 25. November wurde der Verband um 1:45 Uhr vor Kap St. George geortet. Die USS Charles Ausburne unternahm zusammen mit zwei Zerstörern einen Torpedoangriff auf zwei japanische Zerstörer, in dessen Verlauf die Ōnami und die Makanimi versenkt wurden. Die amerikanischen Zerstörer nahmen die Verfolgung der verbliebenen japanischen Zerstörer auf, und die USS Charles Ausburne konnte die Yūgiri versenken. Die Schlacht bei Kap St. George beendete den Tokyo Express.

### 1944

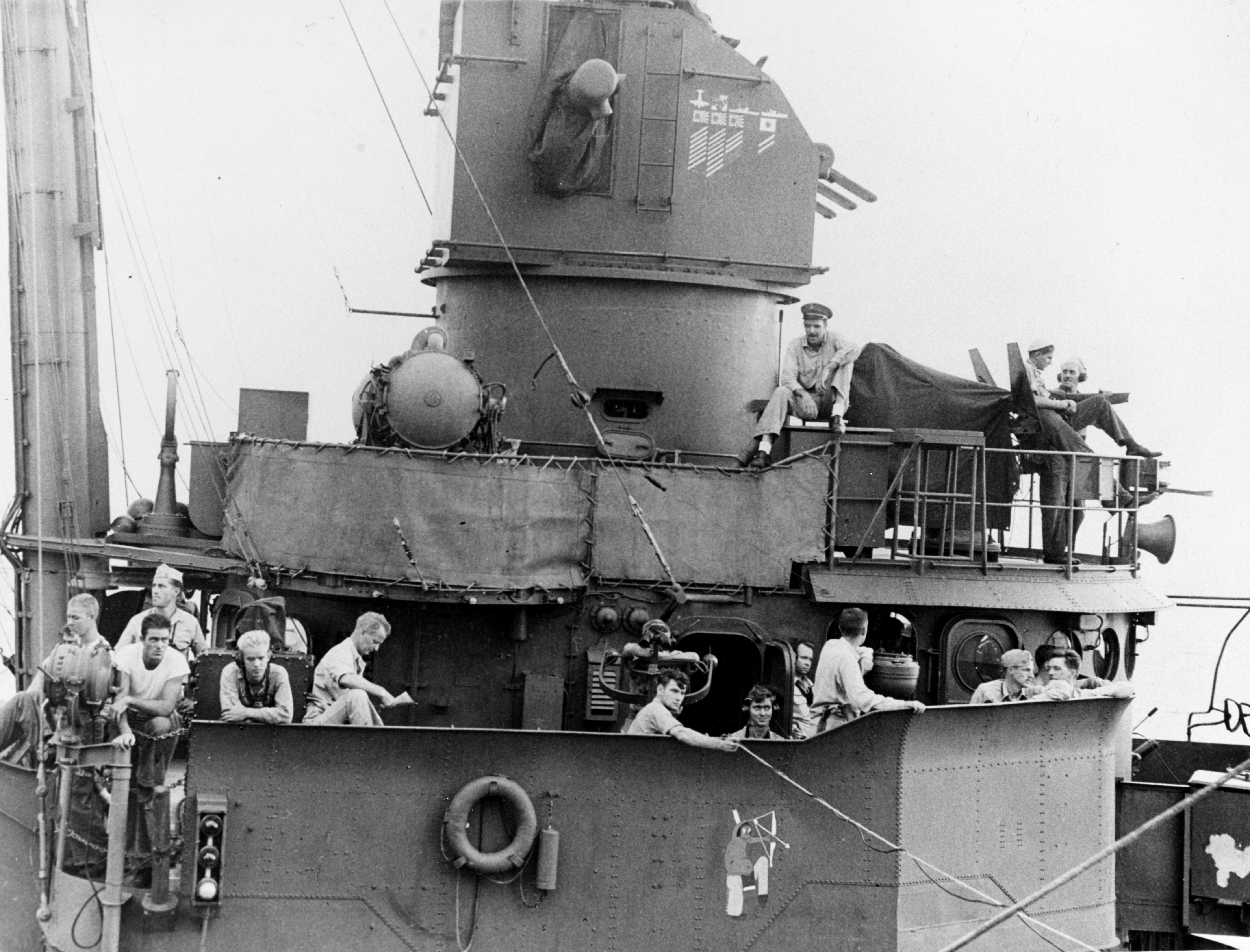
CPT Burke an Bord der Charles Ausburne. Symbol der Little Beavers auf der Brückennock und Scoreboard auf der Mk.-37-Feuerleitanlage

Anfang 1944 wurde die Charles Ausburne in Australien überholt und kehrte am 30. Januar in die nördlichen Salomonen zurück. Im Februar führte sie zur Deckung der Landung auf Green Island Patrouillenfahrten durch und beschoss am 18. Februar 1944 die Hafenanlagen von Kavieng, die nahezu vollständig zerstört wurden. Vom 20. bis zum 24. Februar operierten die Little Beavers gegen den japanischen Schiffsverkehr vor Neuirland und versenkten einen Schlepper, einen Minenleger, einen kleinen Frachter und mehrere Leichter.
Ab 26. März 1944 gehörte der Zerstörer zur 5. US-Flotte. Als Teil der Task Force (TF) 58 wurde die Charles Ausburne bei den Luftangriffen auf Palau, Ulithi und Woleai am 30. März und 1. April 1944 eingesetzt. Ende April gehörte sie zum Zerstörerschirm des Flugzeugträgers Yorktown während der Landungen bei Hollandia und der Luftangriffe auf Truk und Ponape. Nach ihrer Rückkehr nach Majuro nahm sie an Übungen zur Vorbereitung der folgenden Schlacht um die Marianen-Inseln teil.
Während der Operationen gegen die Marianen stand die Charles Ausburne vom 6. Juni bis zum 6. Juli 1944 in See. Eingesetzt wurde sie hauptsächlich zum Schutz der Flugzeugträger der TF 58 während der Angriffe auf Tinian, Pagan, Guam und Iwojima. Sie beschoss Küstenstellungen auf Guam und schützte die Essex während des Einsatzes des Trägers zur Unterstützung der ersten Landungen auf Guam sowie der vorrückenden Truppen auf Saipan.
Nach ihrer Überholung an der Westküste der Vereinigten Staaten kehrte die USS Charles Ausburne am 5. November 1944 nach Ulithi zurück. Im November schützte sie die Träger, deren Flugzeuge die Konvois nach Leyte aus der Luft deckten. Vom 19. bis zum 24. Dezember führte sie den ersten Nachschubkonvoi von San Pedro Bay auf den Philippinen nach Mindoro. Am 21. Dezember war der Konvoi mehrfach Ziel von Luftangriffen, die während des Löschens der Ladung anhielten.

### 1945
Am 4. Januar 1945 eskortierte die USS Charles Ausburne einen Konvoi von der San Pedro Bay in den Golf von Lingayen
Der Geleitzug wurde aus der Luft angegriffen. Die Geleitfahrzeuge konnten den Luftangriff abwehren. Später wurde durch Radar ein Kontakt erfasst und die USS Charles Ausburne nahm zusammen mit drei anderen Zerstören Kurs auf den Kontakt, um ihn zu identifizieren. Es handelte sich um den japanischen Zerstörer Hinoki, der von den vier amerikanischen Schiffen versenkt wurde. Am 9. und 10. Januar deckte sie die Landungen und setzte ihre Artillerie gegen Küstenziele ein, um die vorrückenden Truppen zu unterstützen. Nach ihrer Rückkehr nach San Pedro am 15. Januar wurde sie in den folgenden zwei Monaten zu Geleit- und Patrouillendiensten im Golf von Lingayen und in der San Pedro Bay eingesetzt.
Ende März und April 1945 unterstützte die USS Charles Ausburne die Landungen bei Panay und auf Negros. Am 13. Mai verließ sie die San Pedro Bay und gehörte erneut zur 5. US-Flotte, mit der sie am 16. Mai die Reede von Hagushi auf Okinawa erreichte. Hier wurde sie zur U-Boot-Abwehr und zum Schutz der Landungen bei Aguni Shima eingesetzt.
Vom 23. Juni bis zum Kriegsende diente sie als Radarvorposten und patrouillierte in den Gewässern vor Okinawa.

### Nachkriegszeit
Die USS Charles Ausburne verließ am 10. September 1945 Okinawa und erreichte am 17. Oktober Washington, D.C., wo sie mit der Presidential Unit Citation ausgezeichnet wurde. Nach einem Besuch in New York erreichte sie Charleston, South Carolina, wo sie am 18. April 1946 außer Dienst gestellt wurde. Anschließend wurde sie als Teil der Reserveflotte eingemottet.

## Zerstörer 6 (D 180)

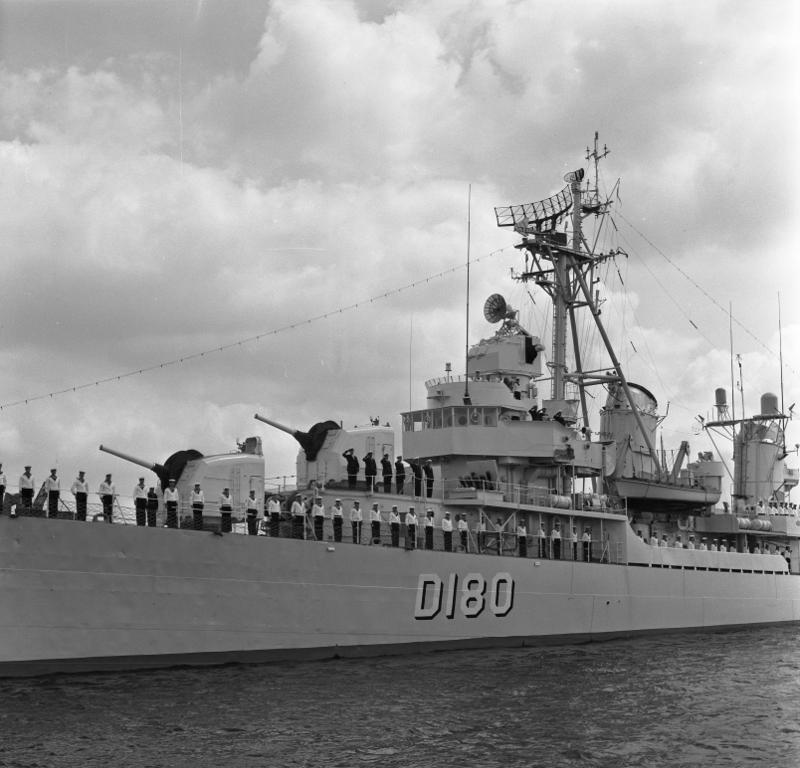
Zerstörer 6 während der Kieler Woche 1962

1959 wurde der Zerstörer in der Charleston Navy Yard grundüberholt und modernisiert. Das Geschütz 53 wurde entfernt, ebenso alle 20-mm-Flak und die vordere Torpedorohrgruppe. Es wurden sechs 3"-Flak in Doppellafetten sowie deutsche Navigationsgeräte eingebaut und der Pfahlmast durch einen Dreibeinmast ersetzt. Die Umbaukosten betrugen ca. 5 Millionen US-Dollar. Am 12. April 1960 erfolgte die Übergabe an die Bundesrepublik Deutschland, die das Schiff als Zerstörer 6 (D 180) in Dienst stellte. Nach Erprobungen und Übungen verließ Zerstörer 6 Charleston am 19. Juli 1960 und fuhr nach Flensburg, wo der Zerstörer am 18. August 1960 einlief.
Zerstörer 6 gehörte zum 3. Zerstörergeschwader. Das Schiff wurde im Rahmen der Werftliegezeiten mehrmals umgebaut. So wurde die Brücke unter Wegfall der offenen Brücke vergrößert und es wurden zwei U-Abwehr-Torpedorohre an Oberdeck auf Höhe der Torpedorohrgruppe aufgestellt.
Am 14. Januar 1967 kam es während einer Werftliegezeit durch ein defektes Fahrventil einer Turbine zur Kollision mit einem Schwimmkran, der wiederum das Heck der Fregatte Karlsruhe beschädigte.
Zerstörer 6 wurde am 1. Dezember 1967 aus der Liste der Kriegsschiffe der US Navy gestrichen und am 15. Dezember 1967 außer Dienst gestellt. Sie verblieb als Ersatzteilträger in Deutschland und lag beim Marinearsenal in Kiel auf. Nach seiner Ausschlachtung wurde der Rumpf am 9. Oktober 1968 nach Lübeck verkauft und dort verschrottet.

## Kommandanten (Bundesmarine)
- Fregattenkapitän Otto von Bülow: von April 1960 bis Januar 1962
- Fregattenkapitän Günther Reeder: von Januar 1962 bis Dezember 1962
- Korvettenkapitän Günther Schäfer: von Dezember 1962 bis Januar 1964
- Korvettenkapitän/Fregattenkapitän Hugo Baldus: von Januar 1964 bis September 1965
- Fregattenkapitän Hans-Friedrich Felmberg: von Oktober 1965 bis Dezember 1967

## Auszeichnungen
Für ihre Dienste im Zweiten Weltkrieg wurde die USS Charles Ausburne mit elf Battle Stars und mit einer Presidential Unit Citation ausgezeichnet.